# UFC Fight Night: Sandhagen vs. Song
UFC Fight Night: Sandhagen vs. Song（ユーエフシー・ファイトナイト：サンドヘイゲン・バーサス・ソン、別名UFC Fight Night 210、UFC on ESPN+ 68）は、アメリカ合衆国の総合格闘技団体「UFC」の大会の一つ。2022年9月17日、ネバダ州ラスベガスのUFC APEXで開催された。

## 大会概要
本大会はコーリー・サンドヘイゲンとソン・ヤドンのバンタム級戦が組まれた。

## 試合結果

### プレリミナリーカード
第1試合 ライト級 5分3R
○  ニコラス・モッタ vs.  キャメロン・ヴァンキャンプ ×
1R 3:49 TKO（左フック→パウンド）
第2試合 バンタム級 5分3R
○  ジャビッド・バシャラート vs.  トニー・グレーブリー ×
3R終了 判定3-0（29-28、29-28、29-28）
第3試合 女子フライ級 5分3R
○  ジリアン・ロバートソン vs.  マリヤ・アガポバ ×
2R 2:19 リアネイキドチョーク
第4試合 ライト級 5分3R
○  トレイ・オグデン vs.  ダニエル・ゼルフーバー ×
3R終了 判定3-0（30-27、30-27、29-28）
第5試合 女子ストロー級 5分3R
○  ロマ・ルックブーンミー vs.  デニーシ・ゴメス ×
3R終了 判定3-0（30-27、30-27、29-28）
第6試合 ウェルター級 5分3R
○  トレヴィン・ジャイルズ vs.  ルイス・コシ ×
3R終了 判定3-0（30-27、29-28、29-28）
第7試合 フェザー級 5分3R
○  デイモン・ジャクソン vs.  パット・サバティーニ ×
1R 1:09 TKO（パウンド）

### メインカード
第8試合 ミドル級 5分3R
○  アンソニー・ヘルナンデス vs.  マルク＝アンドレ・バリオー ×
3R 1:53 肩固め
第9試合 ヘビー級 5分3R
○  ホドリゴ・ナシメント vs.  タナー・ボーザー ×
3R終了 判定2-1（30-27、28-29、29-28）
第10試合 ミドル級 5分3R
○  ジョー・パイファー vs.  アレン・アメドフスキー ×
1R 3:55 TKO（右ストレート）
第11試合 フェザー級 5分3R
○  アンドレ・フィリ vs.  ビル・アルジオ ×
3R終了 判定2-1（28-29、29-28、29-28）
第12試合 ミドル級 5分3R
○  グレゴリー・ホドリゲス vs.  チディ・エンジョクアニ ×
2R 1:27 TKO（パウンド）
第13試合 バンタム級 5分5R
○  コーリー・サンドヘイゲン vs.  ソン・ヤドン ×
4R 5:00 TKO（ドクターストップ）

### 各賞
ファイト・オブ・ザ・ナイト：グレゴリー・ホドリゲス vs. チディ・エンジョクアニ
パフォーマンス・オブ・ザ・ナイト：ジョー・パイファー、デイモン・ジャクソン
各選手にはボーナスとして5万ドルが授与された。

### カード変更
負傷などによるカードの変更は以下の通り。